# OpenSeaMap

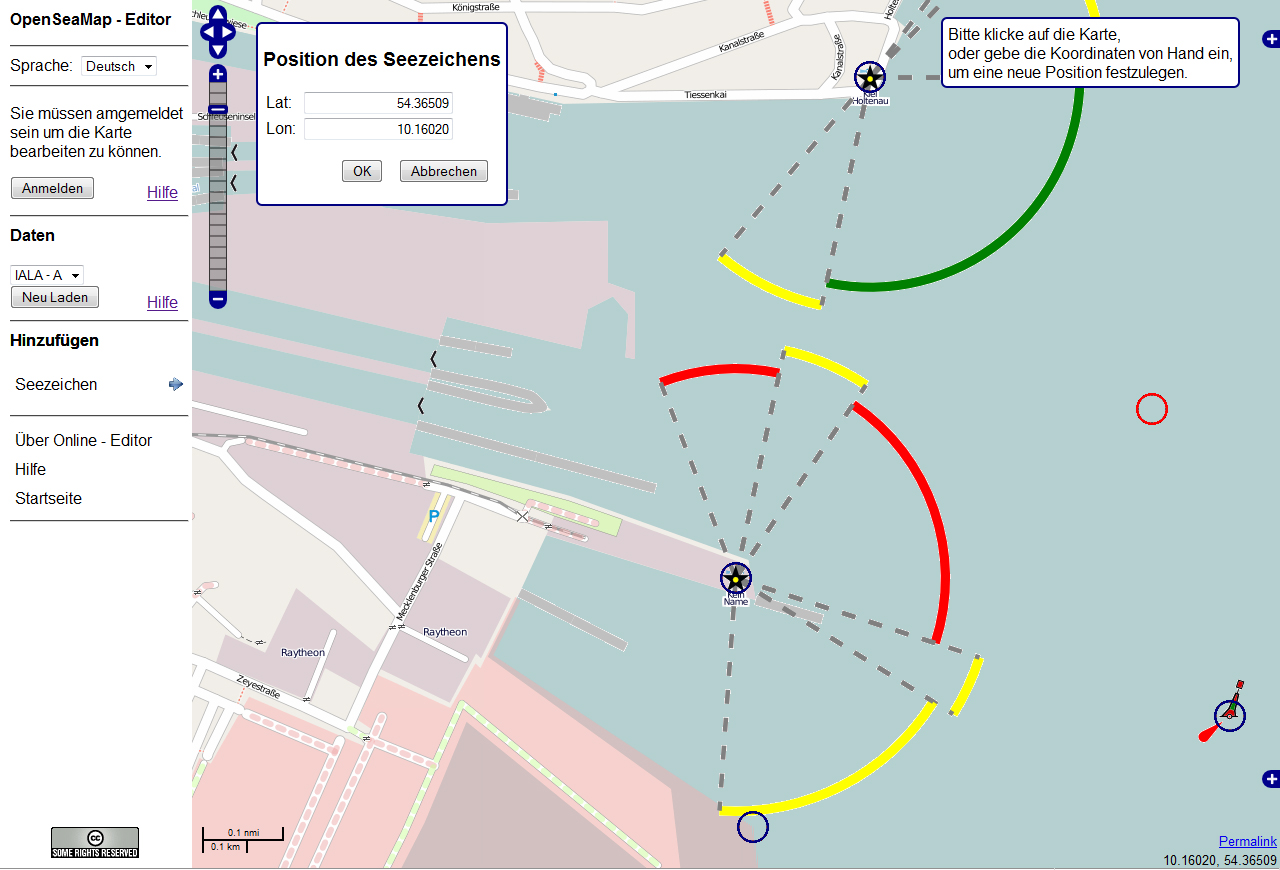
オンラインエディタ

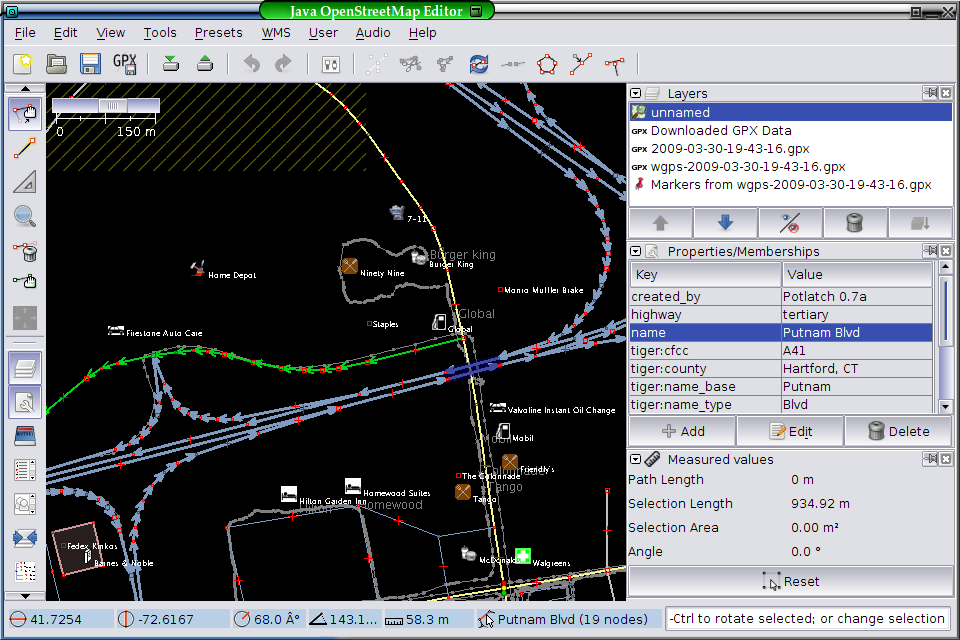
JOSMエディタ

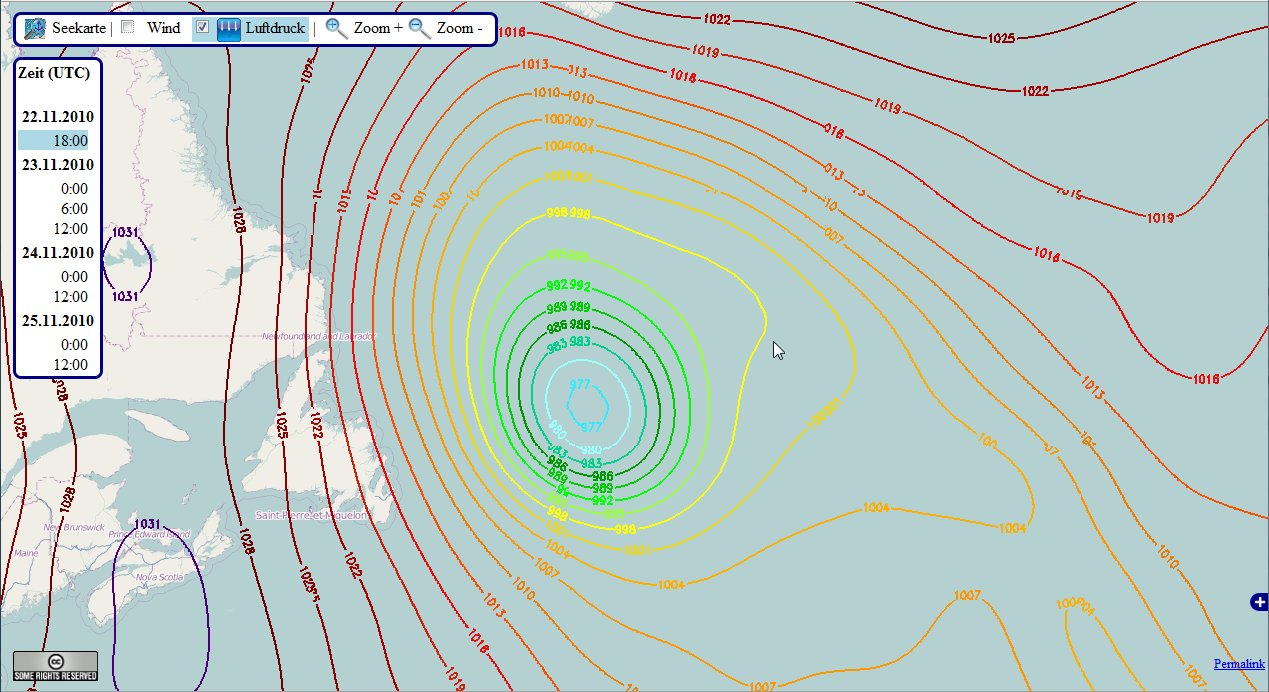
大気圧

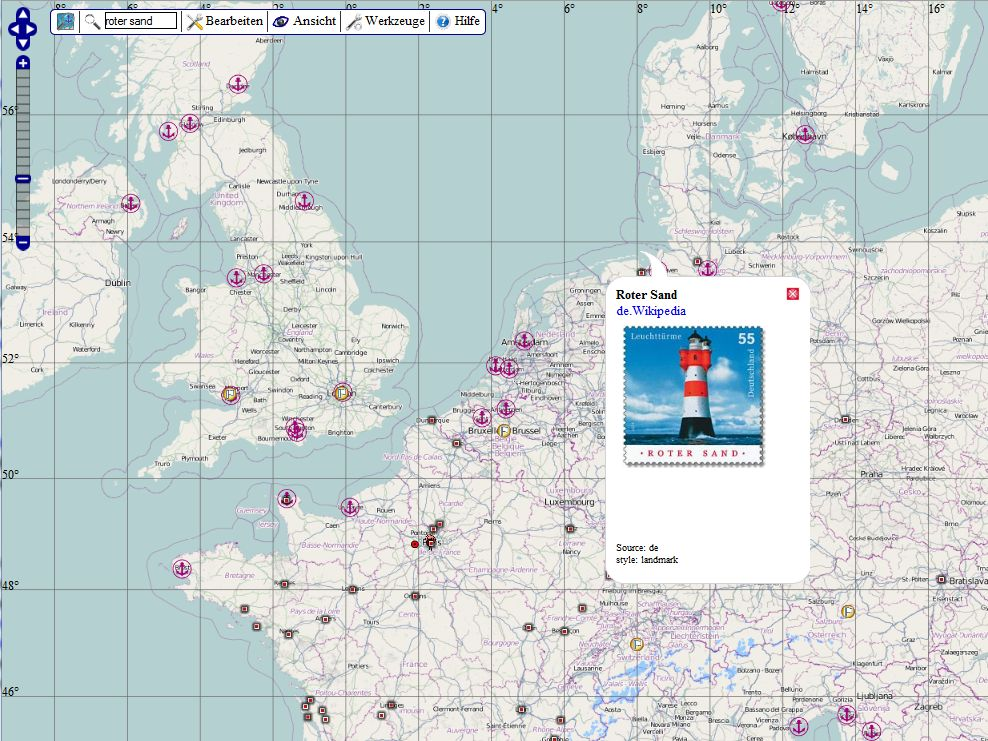
OpenSeaMapとWikipedia

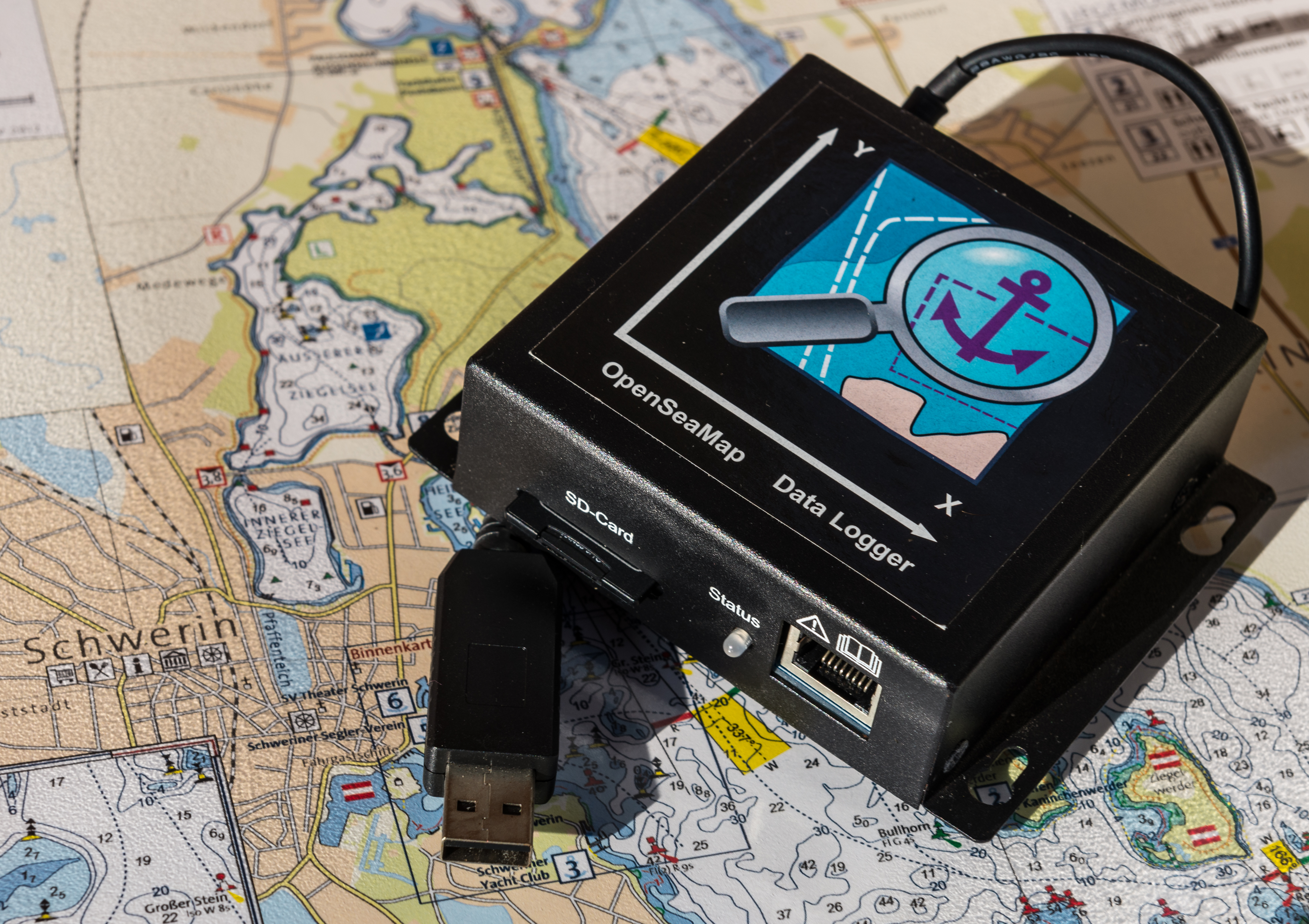
OpenSeaMap Data Logger

OpenSeaMap（オープンシーマップ）は、利用可能な航海情報や地理データを集結して世界中の海図を作成する共同作業プロジェクトである。海図は公式サイトでの閲覧以外にも、手持ちの電子機器にダウンロードした利用が可能である。
オープンストリートマップ（以下、OSM）の一部であり、共に同じデータベースを使用し、地理および海洋データを補完している。オープンデータベースライセンスに則した利用が可能であり、参照元としてOpenSeaMapの記載が必要だが使用料やライセンスによる使用制限に縛られることなく、印刷物やウェブサイト、アプリケーションに利用できる。

## 概要
海図には灯台や各種航路標識、その他の航法援助や港湾施設（防波堤、歩道、埠頭、給油所、連絡道路、鉄道路線、連絡船航路）なども含まれる。各種表示は国際水路機関のS-57に準拠している。
データベースは、3次元に対応していないことから水深の立体表示が不可能（現時点では階級区分図を採用）である。しかし、将来的には水深測量モデルを用いて海底の描画に対応するよう取り組んでいる。
OSMをベース にしたOpenLayersによる多層のデータが表示されており、OSMの全オブジェクトの他にも航路標識法や各種港、船レースイベント情報等の追加レイヤーが使用できる。
ロシア語、スペイン語、イタリア語、英語、ドイツ語、フランス語の六言語に翻訳されており、ツールや凡例は英語、ドイツ語、フランス語のインターフェースが利用できる。海図の地名は各地域の言語で記載されており、日々地図作成者により更新され続けている。
地図上の港湾や停泊地、ヨットハーバーはポップアップウインドウにて詳細が表示され、記載内容は編集可能である。SkipperGuide を含むウィキプロジェクトによると、5000箇所の港湾が世界中で利用されており、600箇所の停泊地に詳細な説明が加えられている。
全地域の風速や気圧（等圧線）などの気象データに基づく天気図が描画されており、データは一日2〜3回更新され、三日後までの予想天気図が利用できる。
100から10000mまでの海底の深度に伴い、23段階に海の色調を塗り分けている。

## アプリケーション
海図データの編集には以下の2方式がある。
- ビーコン用OpenSeaMapオンラインエディタ[3]（OpenSeaMap online editor for beacon）
  - ウェブブラウザで動作し、データの記法構造の理解が不要で、グラフィカルユーザインタフェースによるデータ入力が可能。
- 航海用拡張機能を用いたオフラインのJOSMエディタ（Offline Editor JOSM with navigational enhancements）
  - JOSMはJavaで組まれたOSM用基本エディタであり、クロスプラットフォーム対応[4]のほかプラグインを用いた拡張が可能。

地図の編集に際してメールアドレスの入力を含むアカウント登録（無料）をする必要がある。XML-RPCのインタフェースを用いたプログラムによる利用も可能である。